# 包什科
包什科（匈牙利語：Baskó）是匈牙利包尔绍德-奥包乌伊-曾普伦州所辖的一个村。总面积29.63平方公里，总人口180，人口密度6.1人/平方公里（2011年1月1日）。